# Plaka (Athen)

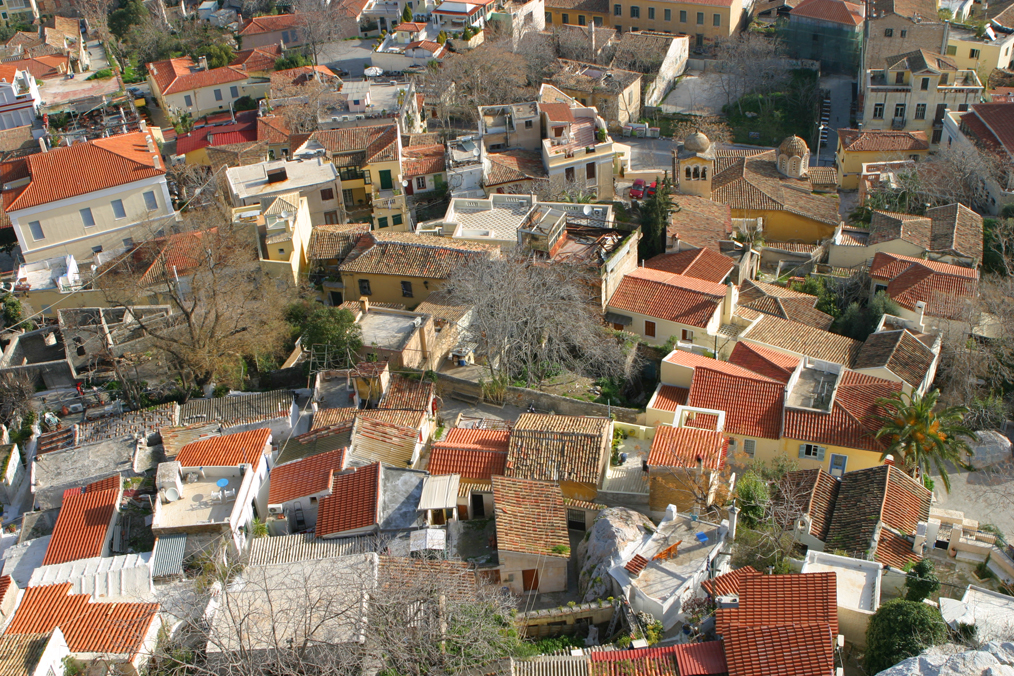
Die Plaka von der Akropolis aus gesehen

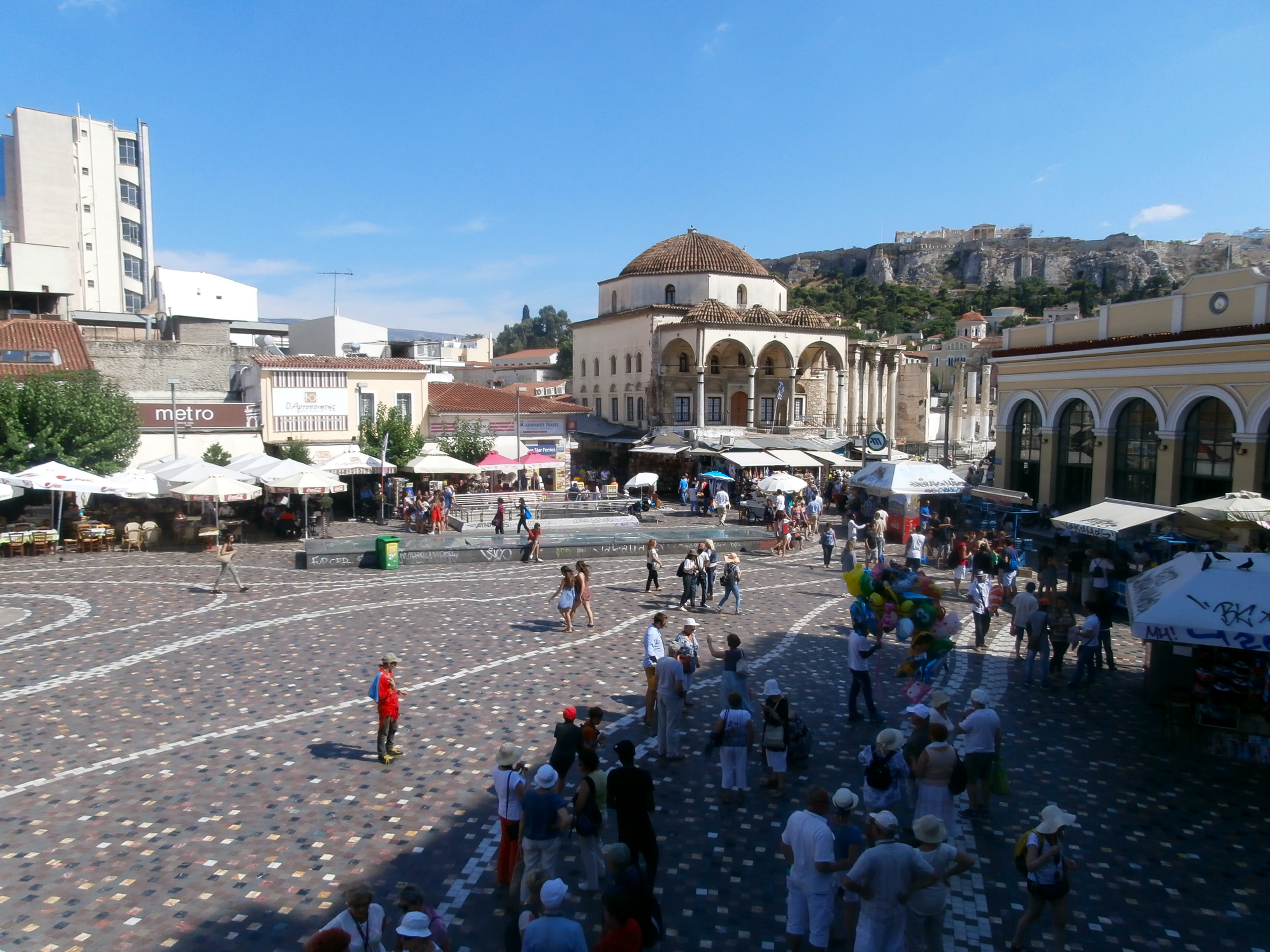
Metrostation Monastiraki neben der Plaka

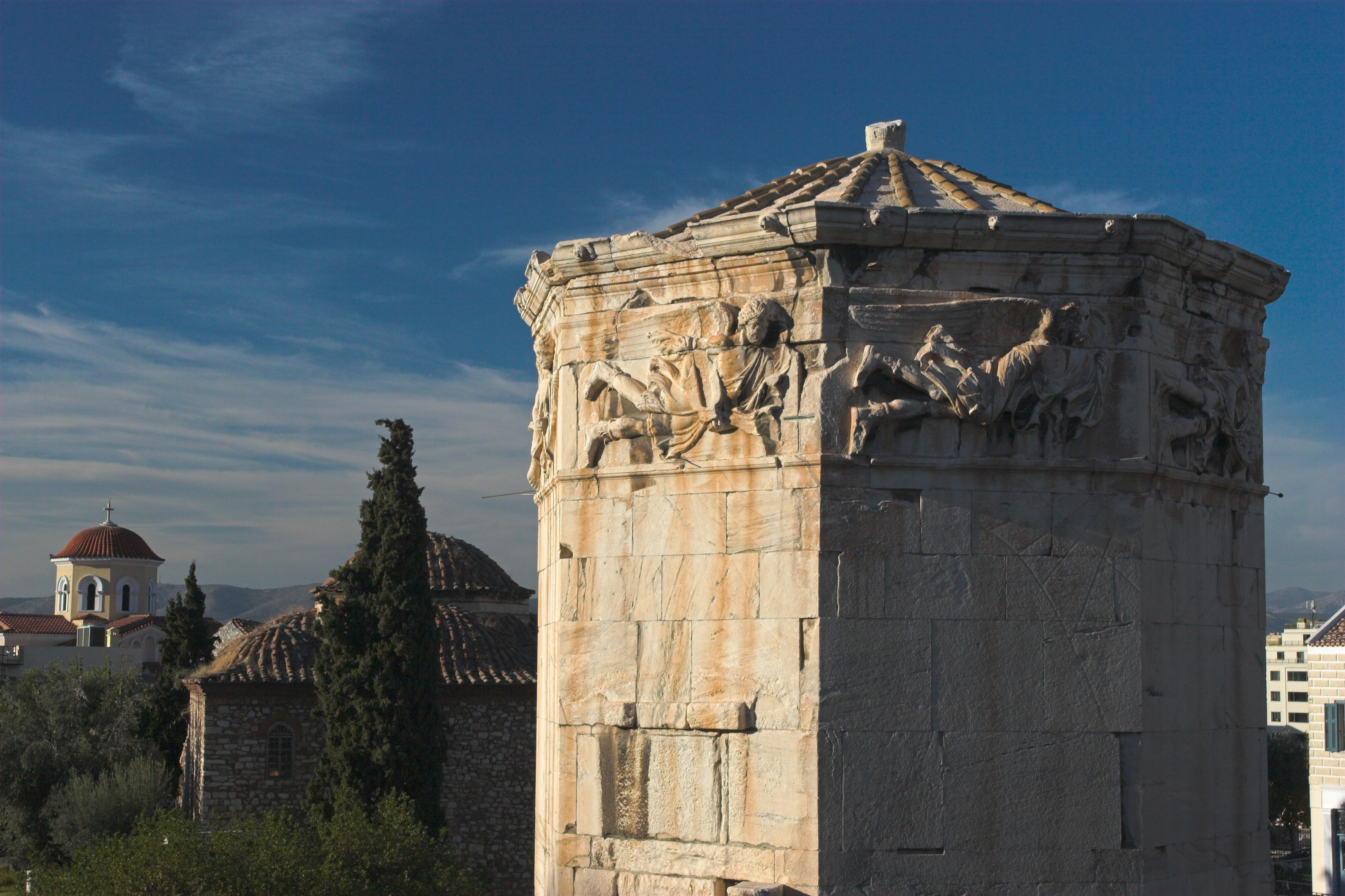
Der Turm der Winde an der römischen Agora

Die Plaka (griechisch Πλάκα Pláka) ist einer der ältesten Stadtteile Athens am Fuß der Akropolis. Sie liegt zwischen den Metrostationen Akropolis und Monastiraki und grenzt an Psirri und die heutige Innenstadt.

## Name
Der Name „Plaka“ war vor dem Griechischen Unabhängigkeitskrieg nicht in Gebrauch. Die Herkunft des Namens ist unklar. Georgios Babiniotis leitet es vom verbreiteten Toponym Plaka (altgriechisch πλάξ) her und schließt die arvanitische Herleitung von pljak Athena („altes Athen“), die einen zentralen Punkt der Stadt markierte, aus. Auch an eine Herkunft von einer namengebenden Familie in dem Bezirk ist zu denken.

## Geschichte
Der Stadtteil und seine Bausubstanz können auf eine Kontinuität bis in die Antike zurückblicken. Viele Häuser haben Grundmauern aus der Antike, wenn auch die Fassaden zumeist aus dem 18. Jahrhundert stammen. Bis zur modernen Stadtplanung des frühen 19. Jahrhunderts bildete sie den Kern der Stadt Athen. 1840 lebten noch 19.000 Menschen in der Altstadt. Danach wandelte sich die Plaka zum Tavernenviertel, das in allen gesellschaftlichen Schichten gleich beliebt war. Während der Junta-Zeit waren die Buat politisch-literarische Musiklokale, in denen Essen, Vergnügen und politische Kritik sich mischten, vereinzelt wurden diese auch deshalb von der Sicherheitspolizei geschlossen. Nach dem Ende der Junta 1974 verloren diese zuvor wichtigen Lokale ihren Existenzgrund, und die Plaka wandelte sich zum Touristenviertel mit Souvenirläden und Lokalen mit griechischer Küche als Fastfood.
Plaka hatte eine beträchtliche arvanitische Gemeinde bis ins späte 19. Jahrhundert, weswegen sie auch als „arvanitisches Viertel Athens“ bezeichnet wurde.
Seit den 1990er Jahren begann ein Wiederaufleben des Stadtteils, viele alte Häuser wurden restauriert, nahezu der ganze Stadtteil verkehrsberuhigt. Die Immobilienpreise reichen mittlerweile an die teuersten Athener Stadtteile heran.

## Kultur
Mit ihrer kleinteiligen Struktur ist die Plaka ein Gegenpol zum modernen Athen des 19. und 20. Jahrhunderts. Hier befindet sich neben dem Frissiras Museum für moderne Kunst auch das Museum für Volkskunst. Der 2004 verstorbene Maler George Savakis malte die alten Strukturen. Seine Bilder hängen noch heute in vielen Tavernen des Stadtteils.
Das Lysikratesmonument und der Turm der Winde sind zwei Wahrzeichen der Plaka.

## Persönlichkeiten
- Rosita Sokou (1923–2021), Journalistin, Übersetzerin, Kritikerin und Autorin